# Campionati del mondo di atletica leggera indoor 2025 - Staffetta 4×400 metri femminile
La gara della staffetta 4×400 metri femminile dei campionati del mondo di atletica leggera indoor 2025 si è svolta il 23 marzo 2025 a Nanchino.

## Podio
| Pos.    | Atleti                                                     | Nazionalità | Tempo   |
| ------- | ---------------------------------------------------------- | ----------- | ------- |
| Oro     | Quanera Hayes Bailey Lear Rosey Effiong Alexis Holmes      | Stati Uniti | 3'27"45 |
| Argento | Justyna Święty Aleksandra Formella Anastazja Kuś Anna Gryc | Polonia     | 3'32"05 |
| Bronzo  | Ellie Beer Ella Connor Bella Pasquali Jemma Pollard        | Australia   | 3'32"65 |

## Situazione pre-gara

### Record
Prima di questa competizione, il record del mondo indoor e il record dei campionati erano i seguenti.
| Record                | Prestazione | Nazione                                          | Data e luogo                         | Competizione                        |
| --------------------- | ----------- | ------------------------------------------------ | ------------------------------------ | ----------------------------------- |
| Record mondiale       | 3'23"37     | Russia Guščina, Kotljarova, Zajceva, Krasnomovec | 28 gennaio 2006 Glasgow, Regno Unito | Glasgow Norwich Union International |
| Record dei campionati | 3'23"85     | Stati Uniti Hayes, Moline, Wimbley, Okolo        | 4 marzo 2018 Birmingham, Regno Unito | Campionati del mondo indoor 2018    |

## Risultati

### Finale
La finale diretta si è tenuta il 23 marzo alle ore 21:28.
| Pos     | Corsia | Atlete                                                                    | Nazionalità | Tempo   | Note                                     |
| ------- | ------ | ------------------------------------------------------------------------- | ----------- | ------- | ---------------------------------------- |
| Oro     | 5      | Quanera Hayes, Bailey Lear, Rosey Effiong, Alexis Holmes                  | Stati Uniti | 3'27"45 |                                          |
| Argento | 6      | Justyna Święty, Aleksandra Formella, Anastazja Kuś, Anna Gryc             | Polonia     | 3'32"05 | Miglior prestazione personale stagionale |
| Bronzo  | 4      | Ellie Beer, Ella Connor, Bella Pasquali, Jemma Pollard                    | Australia   | 3'32"65 | Miglior prestazione personale stagionale |
| 4       | 3      | Yan Hailing, Li Fengdan, Zuo Siyu, Liu Yinglan                            | Cina        | 3'38"56 | Miglior prestazione personale stagionale |
| 5       | 2      | Harshani Fernando, Jayeshi Uththara, Nadeesha Ramanayake, Lakshima Mendis | Sri Lanka   | 3'40"62 |                                          |